# Sí o no
Sí o no va ser un concurs de televisió emès per la cadena pública espanyola La 1 de TVE entre 1961 i 1963.

## Mecànica
Al llarg del programa, el presentador ofereix diferents possibilitats de premi al concursant, que ha d'anar descartant-los fins a quedar-se amb el regal final. Aquesta fórmula seria incorporada deu anys més tard a la fase de subhasta del cèlebre concurs Un, dos, tres... responda otra vez, de Narciso Ibáñez Serrador.